# Сидоренко, Евгений Иванович
Евгений Иванович Сидоренко (род. 16 апреля 1940 года, Варениковская, Крымский район, Краснодарский край, СССР) — советский и российский офтальмолог, специалист в детской офтальмологии, член-корреспондент РАМН (2004), член-корреспондент РАН (2014).

## Биография
Родился 16 апреля 1940 года в станице Варениковская Крымского района Краснодарского края.
В 1968 году окончил лечебный факультет Кубанского медицинского института имени Красной Армии.
С 1973 по 1975 гг. обучался в очной аспирантуре по офтальмологии во 2-го МОЛГМИ имени Н. И. Пирогова. С 1975 по 1988 гг. работал ассистентом кафедры офтальмологии лечебного факультета 2-го МОЛГМИ. С 1988 года по 1989 гг. работал в должности профессора кафедры офтальмологии педиатрического факультета 2-го МОЛГМИ. С 1989 года по настоящее время работает в должности заведующего кафедрой офтальмологии педиатрического факультета 2-го МОЛГМИ (РГМУ, РНИМУ) им. Н.И.Пирогова.
В 1975 году защитил кандидатскую диссертацию на тему "Лечение гипоксических состояний в офтальмологии", а в 1984 году — докторскую диссертацию на тему «Реакция организма и глаза на внутриглазные операции».
В 2004 году избран членом-корреспондентом РАМН.
В 2014 году стал членом-корреспондентом РАН (в рамках присоединения РАМН и РАСХН к РАН).

## Научная деятельность
Специалист в области детской офтальмологии.
Ведет изучение гипоксических состояний в офтальмологии, перинатальной офтальмологии, лазерные методы лечения, лечение заболеваний зрительного нерва и врожденной глаукомы.
Разработал и внедрил в клиническую практику инфразвуковые методы лечения офтальмопатологии (наиболее известный — прибор АМВО-01 аппарат массажный вакуумные очки), рефракционную хирургию у детей.
Автор 530 печатных работ, 28 книг и монографий, зарегистрировано более 40 изобретений и рациональных предложений.
Под его руководством защищено 10 докторских и 27 кандидатских диссертаций.
Под его руководством подготовлен учебник по офтальмологии для студентов ВУЗов, для фельдшеров и медицинских сестер, практическое руководство по детской офтальмологии, методические руководства для практических занятий.
Член правления Российского офтальмологического общества, президент Ассоциации детских офтальмологов России и СНГ, член Европейского общества офтальмологов, член комиссии по новой технике Минздрава РФ, член комитета по биоэтике, член редакции журнала «Вестник офтальмологии» и «Лазерная медицина», основатель журнала «Российская педиатрическая офтальмология».

## Награды
- Заслуженный деятель науки Российской Федерации (2001)[3]
- Орден Почёта (2001)[4]